# Tartare (marque)
Tartare est une marque commerciale de fromage à pâte fraîche industriel appartenant au groupe Savencia Fromage & Dairy.

## Historique
Cette marque et le fromage associé ont été créés en 1964 en Dordogne. Le produit initial était à l'ail et aux fines herbes.